# Евлампије и Евлампија
Свети Евлампије и Евлампија су били хришћански мученици из Никомидије, с почетка 4. века (погубљени око 310 године).

## Житије
Приликом прогона хришћана у време цара Максимилијана, многи верници су остављајући своје домове, спас потражили у брдима, пећинама и пустињама. Међу њима је био и младић Евлампије, племенитог порекла, родом из града Никомидије. Његови сапатници су га једном приликом послали у град да купи хлеба и донесе га у пустињу где су се крили. Улазећи у Никомидију, угледао је над градском капијом прикуцану царску наредбу о гоњењу и убијању хришћана. Када ју је прочитао, Евлампије се грохотом насмејао, па је скинуо наредбу са зида и поцепао. Због тога је одмах био ухваћен и изведен пред судију. По другој верзији, ухапшен је јер је прикупљао хлеб за прогнане хришћане који су се скривали у шпиљама изван града.
Судија је у први мах убеђивањем покушао да Евлампију промени мишљење, позивајући се на његово високо порекло. Када то није успело, јер Евлампије није био спреман да се одрекне хришћанске вере, судија га је осудио на мучење. Батинама и металним оруђем су му наносили небројене ране по телу, али је Евлампије све то издржао показавши завидну снагу духа. Судија је измишљао разна мучења, да би на крају наредио да се младић положи на усијани гвоздени одар, али је он то преживео. Тада се Евлампије наводно одрекао вере, дозвољавајући да га одведу у један од паганских храмова. Када је ушао тамо, пришао је кипу бога Марса, који је био највећи и најлепши у том храму. Према хришћанском предању, Евлампије је тада, само снагом своје вере, срушио и поломио Марсов кип у безброј комада. Расрђени судија тада је бацио Евлампија на нове муке.
Његова сестра Евлампија, када је чула за мучење свога брата, дотрчала је у град и затражила да и она страда заједно са њим. Судија, прво зачуђен оваквом храброшћу, наредио је да је обесе за косу и туку. Затим је наредио да се обоје убаце у котао са кипућом водом, а онда и у усијану пећ. Међутим, оба пута су преживели та мучења јер се, према хришћанском предању, вода охладила и ватра згасла. На крају, судија не знајући више шта да учини са њима, наредио је да се погубе одсецањем главе. Евлампије, кога су у међувремену и ослепели, је сам, достојанствено положио своју главу на пањ, а његова сестра је издахнула пре самог погубљења. Свети Теофан Начертани написао је у деветом веку Канон у њихову част, јер се у то време веровало у исцељења због моштију ово двоје светаца.

## Празници
Славе се 10. октобра по старом календару, односно 23. октобра по новом.